# Euxoa cognita
Euxoa cognita är en fjärilsart som beskrevs av Otto Staudinger 1881. Euxoa cognita ingår i släktet Euxoa och familjen nattflyn. Inga underarter finns listade i Catalogue of Life.

## Bildgalleri

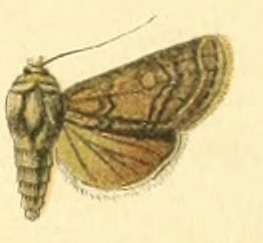